# (3213) Smolensk
(3213) Smolensk (1977 NQ) – planetoida z pasa głównego asteroid okrążająca Słońce w ciągu 5,74 lat w średniej odległości 3,21 au. Odkryta 14 lipca 1977 roku.